# Starý Smrďa Rum
Starý Smrďa Rum (v originálu Foul Ole Ron) a Smrad Starého Smrdi Ruma jsou dvě postavy ze série Úžasná Zeměplocha spisovatele Terryho Pratchetta, které se od nepaměti táhnou ulicemi města Ankh-Morporku. Oba jsou to žebráci a oba velice osobití.
Patří k nim (alespoň v některých knihách) mluvící pes Gaspoda, který se sem tam táhne s nimi, ale to je natolik vlastní osobnost, nakolik je to jen u psa možné. Starý Smrďa Rum se poctivě protlouká ulicemi a často podává hlášení o pouličním životě ve městě i samotnému Patricijovi, lordu Vetinarimu. Jeho služby někdy využije i kapitán Hlídky Samuel Elánius.
Příchod Starého Smrdi Ruma je většinou předznamenán příchodem Zápachu Starého Smrdi Ruma, který se mimo jiné projevuje tím, že všem přítomným začne vylézat maz z uší.
Nejpoužívanější kletba Starého Smrdi Ruma zní: „Vyprdnoutsenaně, vyprdnoutsenato, vyprdnoutsenavšechno, tisíciletej brouk, kreveta a záprtek! Prdlajs, prdlajs, já jsem jim to říkal, vyprdnoutsenato! “